# Пасечное (Крым)
Па́сечное (до 1948 года Конра́т; укр. Пасічне, крымскотат. Qoñrat, Къонърат) — село в Белогорском районе Республики Крым, входит в состав Зеленогорского сельского поселения (согласно административно-территориальному делению Украины — Зеленогорского сельского совета Автономной Республики Крым).

## Население
| 2001 | 2014 |
| ---- | ---- |
| 84   | ↘50  |

### Динамика численности
| - 1805 год — 118 чел. - 1864 год — 44 чел. - 1886 год — 196 чел. - 1889 год — 219 чел. - 1892 год — 223 чел. - 1902 год — 224 чел. - 1915 год — 106/10 чел. | - 1926 год — 211 чел. - 1939 год — 224 чел. - 1989 год — 88 чел. - 2001 год — 84 чел. - 2009 год — 57 чел. - 2014 год — 50 чел. |

## Современное состояние
На 2017 год в Пасечном числится 3 улицы — Подгорная, Полевая и Центральная; на 2009 год, по данным сельсовета, село занимало площадь 18,1 гектара на которой, в 24 дворах, проживало 57 человек.

## География
Пасечное — горное село в западной части района, в верховьях долины реки Сарысу, в пределах Внутренней гряды Крымских гор, высота центра села над уровнем моря — 425 м. Соседние сёла: в 1 км к западу Межгорье, в 1 км к югу Овражки и в 2 км восточнее — Балки. Расстояние до райцентра — около 19 километров (по шоссе), расстояние до железнодорожной станции Симферополь — примерно 39 километров. Транспортное сообщение осуществляется по региональной автодороге 35Н-123 от шоссе Симферополь — Феодосия до Межгорья (по украинской классификации — С-0-10347).

## История
Первое документальное упоминание села встречается в Камеральном Описании Крыма… 1784 года, судя по которому, в последний период Крымского ханства Конрат входил в Аргынский кадылык Карасьбазарского каймаканства. После присоединения Крыма к России (8) 19 апреля 1783 года, (8) 19 февраля 1784 года, именным указом Екатерины II сенату, на территории бывшего Крымского Ханства была образована Таврическая область и деревня была приписана к Симферопольскому уезду. После Павловских реформ, с 1796 по 1802 год, входила в Акмечетский уезд Новороссийской губернии. По новому административному делению, после создания 8 (20) октября 1802 года Таврической губернии, Конрат был включён в состав Аргинской волости Симферопольского уезда.
По Ведомости о всех селениях в Симферопольском уезде состоящих с показанием в которой волости сколько числом дворов и душ… от 9 октября 1805 года, в деревне Конрат числилось 21 двор и 118 жителей, исключительно крымских татар. На военно-топографической карте генерал-майора Мухина генерал-майора Мухина 1817 года деревня Конрат обозначена с 26 дворами. После реформы волостного деления 1829 года Конрат, согласно «Ведомости о казённых волостях Таврической губернии 1829 года», остался в составе преобразованной Аргинской волости. На карте 1836 года в деревне Конграт 24 двора, как и на карте 1842 года.
В 1860-х годах, после земской реформы Александра II, деревню приписали к Зуйской волости. В «Списке населённых мест Таврической губернии по сведениям 1864 года», составленном по результатам VIII ревизии 1864 года, Конрат — владельческая татарская деревня с 10 дворами, 44 жителями, мечетью и черепичным заводом при речке Бурульче. По обследованиям профессора А. Н. Козловского начала 1860-х годов, в селении «имеются в изобилии родники и горные ручейки», также были колодцы с пресной водой глубиной не более 3—5 саженей (6—10 м). На трёхверстовой карте Шуберта 1865—1876 года в деревне Конграт обозначено 24 двора. На 1886 год в деревне Капрад, согласно справочнику «Волости и важнѣйшія селенія Европейской Россіи», проживало 196 человек в 36 домохозяйствах, действовала мечеть. В «Памятной книге Таврической губернии 1889 года», по результатам Х ревизии 1887 года, записан Коярат с 4 дворами и 219 жителями. На верстовой карте 1890 года в деревне обозначен 41 двор с татарским населением.

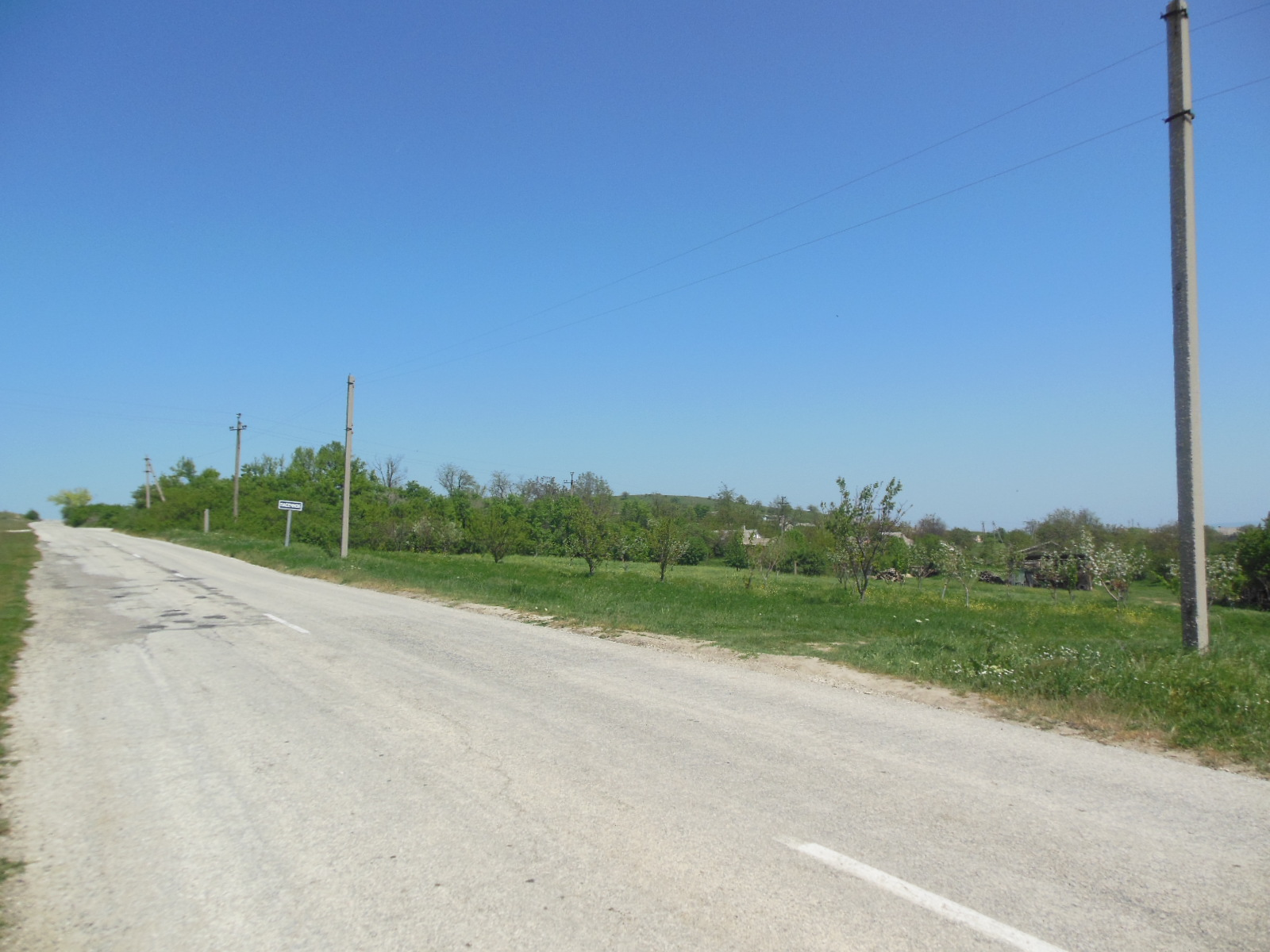

После земской реформы 1890-х годов деревня осталась в составе преобразованной Зуйской волости. Согласно «…Памятной книжке Таврической губернии на 1892 год», в деревне Конрат, входившей в Аргинское сельское общество, было 223 жителя в 40 домохозяйствах, владевших совместно с жителями деревень Кайнаут, Ашага, Орта и Юхары Баксанами 455 десятинами земли. По «…Памятной книжке Таврической губернии на 1902 год» в деревне Конрат, входившей в Аргинское сельское общество, числилось 224 жителя в 40 домохозяйствах. По Статистическому справочнику Таврической губернии. Ч.II-я. Статистический очерк, выпуск шестой Симферопольский уезд, 1915 год, в деревне Конрат Зуйской волости Симферопольского уезда числилось 33 двора с татарским населением в количестве 106 человек приписных жителей и 10 — «посторонних», из которых 56 мужчин и 50 женщин. Жители владели 1962 десятинами удобной земли. В хозяйствах имелось 40 лошадей, 66 волов, 48 коров и 680 голов мелкого скота.
После установления в Крыму Советской власти, по постановлению Крымревкома от 8 января 1921 года была упразднена волостная система и село вошло в состав вновь созданного Карасубазарского района Симферопольского уезда, а в 1922 году уезды получили название округов. 11 октября 1923 года, согласно постановлению ВЦИК, в административное деление Крымской АССР были внесены изменения, в результате которых округа ликвидировались, Карасубазарский район стал самостоятельной административной единицей и село включили в его состав. Согласно Списку населённых пунктов Крымской АССР по Всесоюзной переписи 17 декабря 1926 года, в селе Конрат, в составе Баксанского сельсовета Карасубазарского района, числился 51 двор, все крестьянские, население составляло 211 человек, все татары, действовала татарская школа. Постановлением ВЦИК от 10 июня 1937 года был образован новый, Зуйский район, в который вошло село. По данным всесоюзной переписи населения 1939 года в селе проживало 224 человека. В период оккупации Крыма, 13 и 14 декабря 1943 года, в ходе операций «7-го отдела главнокомандования» 17 армии вермахта против партизанских формирований, была проведена операция по заготовке продуктов с массированным применением военной силы, в результате которой село Конрат было сожжено и все жители вывезены в Дулаг 241.
В 1944 году, после освобождения Крыма от нацистов, согласно Постановлению ГКО № 5859 от 11 мая 1944 года, 18 мая крымские татары из Конрата были депортированы в Среднюю Азию. А уже 12 августа 1944 года было принято постановление № ГОКО-6372с «О переселении колхозников в районы Крыма» и в сентябре 1944 года в район приехали первые новоселы (212 семей) из Ростовской, Киевской и Тамбовской областей, а в начале 1950-х годов последовала вторая волна переселенцев из различных областей Украины. С 25 июня 1946 года Конрат в составе Крымской области РСФСР. Указом Президиума Верховного Совета РСФСР от 18 мая 1948 года, Конрат переименовали в деревню Пасечная, позже ставшую посёлком. 26 апреля 1954 года Крымская область была передана из состава РСФСР в состав УССР. После ликвидации в 1959 году Зуйского района, село включили в состав Белогорского. Время переподчинения Ароматновскому сельсовету пока не установлено: на 15 июня 1960 года село числилось в составе. На 1968 год — в составе Зеленогорского сельсовета. По данным переписи 1989 года в селе проживало 88 человек. С 12 февраля 1991 года село в восстановленной Крымской АССР, 26 февраля 1992 года переименованной в Автономную Республику Крым. Постановлением ВР Украины от 26 октября 2011 года присвоен статус села. С 21 марта 2014 года — в составе Республики Крым России.